# Liste der Einträge im National Register of Historic Places im Forest County (Wisconsin)

Lage des Forest County in Wisconsin

Die Liste der Einträge im National Register of Historic Places im Forest County in Wisconsin führt alle Bauwerke und historischen Stätten im Forest County auf, die in das National Register of Historic Places aufgenommen wurden.

## Legende
| NRHP | Historic Place    |
| HD   | Historic District |

## Aktuelle Einträge
| [ 2 ] | Name                                            | Bild                                            | Eintragsdatum                | Lage | Ort                     | Beschreibung |
| ----- | ----------------------------------------------- | ----------------------------------------------- | ---------------------------- | --- | ----------------------- | --- |
| 1     | Armstrong Creek Bridge                          | Armstrong Creek Bridge                          | 2011 ID-Nr. 11000841         | Brücke der Old 101st Road über den Armstrong Creek 45° 38′ 28,5″ N, 88° 26′ 46,9″ W                        | Town of Armstrong Creek | 1908 errichtete Fachwerkbrücke |
| 2     | Butternut-Franklin Lakes Archeological District | Butternut-Franklin Lakes Archeological District | 2007 ID-Nr. 07000429         | Entlang des Hidden Lakes Trail, nahe dem Butternut Lake und dem Franklin Lake 45° 55′ 36″ N, 88° 59′ 34″ W | Town of Hiles           | |
| 3     | Camp Five Farmstead                             | Camp Five Farmstead                             | 1996 ID-Nr. 95001506         | 5466 Connor Farm Road 45° 34′ 18″ N, 88° 42′ 8″ W                                                          | Town of Laona           | Blockhüttenlager aus den 1990er Jahren; heute Museum, das mit dem Lumberjack Steam Train erreicht werden kann                            |
| 4     | Chicago and North-Western Land Office           | Chicago and North-Western Land Office           | 1993 ID-Nr. 93001446         | 4556 North Branch Street 45° 26′ 21″ N, 88° 39′ 39″ W                                                      | Town of Wabeno          | Früheres Land Office der Chicago and North Western Railway; heute öffentliche Bibliothek                                                 |
| 5     | Dinesen-Motzfeldt-Hettinger Log House           | Dinesen-Motzfeldt-Hettinger Log House           | 2005 ID-Nr. 04001486         | 3125 WI 55 45° 29′ 6″ N, 88° 58′ 31″ W                                                                     | Mole Lake               | In den 1870er Jahren errichtete Blockhütte, die zeitweise Wilhelm Dinesen gehörte, dem Vater der dänischen Schriftstellerin Karen Blixen |
| 6     | Franklin Lake Campground                        |                                                 | 1988 ID-Nr. 88001573         | National Forest Road 2181 45° 55′ 51″ N, 88° 59′ 37″ W                                                     | Town of Alvin           | 1936 im Zuge des New Deal vom Civilian Conservation Corps errichteter Campingplatz                                                       |
| 7     | Minertown-Oneva                                 | Minertown-Oneva                                 | 2010 ID-Nr. 09001315         | WIS 32 45° 22′ 56,6″ N, 88° 37′ 32″ W                                                                      | Carter                  | Um 1900 errichtete Blockhüttensiedlung                                                                                                   |
| 8     | Otter Spring House                              |                                                 | 3. Juni 1999 ID-Nr. 99000684 | Rund 80 m südlich der Spring Pond Road 45° 35′ 22″ N, 88° 48′ 49″ W                                        | Town of Lincoln         | 1933 vom Civilian Conservation Corps errichtete Vorratshütte                                                                             |